# William Flaherty
William Cabot Flaherty (* 9. Mai 2004 in Cincinnati, Ohio, Vereinigte Staaten) ist ein puerto-ricanischer Skirennläufer. Er ist auf die technischen Disziplinen Riesenslalom und Slalom spezialisiert. Sein älterer Bruder Charles ist ebenfalls Skirennläufer.

## Biografie
William C. Flaherty kam 2004 in Cincinnati zur Welt. Als er dreieinhalb Jahre alt war, wurde bei ihm eine hämophagozytische Lymphohistiozytose, eine seltene und häufig tödlich verlaufende Erkrankung des Immunsystems, diagnostiziert. Während die Ärzte seine Überlebenschance auf zehn Prozent schätzten, retteten ihm eine Knochenmarksspende seines älteren Bruders Charles und mehrere Chemotherapien das Leben. Als Spätfolge der Therapien musste sich Flaherty 2021 einen gutartigen Tumor am Ohr entfernen lassen. Durch ein Stück Knochen aus dem Bein soll außerdem sein hohler Unterkiefer korrigiert werden. Aufgrund der beruflichen Tätigkeit von Vater Denis zog die Familie nach Puerto Rico, verbrachte ihre Winterurlaube aber weiterhin in Colorado. Denis Flaherty verstarb im Herbst 2018 unerwartet.

### Olympische Spiele
Wenige Jahre nach seinem Bruder, der Puerto Rico 2018 bei den Olympischen Spielen von Pyeongchang repräsentiert hatte, begann William Flaherty ebenfalls, den alpinen Skisport ambitioniert auszuüben. Seine Privattrainerin Sara Radamus, Mutter des mehrfachen Jugend-Olympiasiegers und Juniorenweltmeisters River Radamus, hatte zuvor bereits mit Charles gearbeitet. Flaherty bestritt im Alter von 16 Jahren in Copper Mountain seine ersten beiden FIS-Rennen. Im Lauf des Winters startete er außerdem in Breckenridge, Steamboat Springs, Vail und Winter Park. Seine besten Resultate erreichte er mit den Plätzen 32 und 33 im Riesenslalom von Breckenridge und im Slalom von Steamboat. In der Saison 2021/22 konnte er sich mit weiteren FIS-Rennen an verschiedenen Orten in Colorado und Sun Valley für die Olympischen Spiele in Peking qualifizieren. Dort führte er das puerto-ricanische Aufgebot als Fahnenträger an. Im Riesenslalom fuhr er mit der höchsten Startnummer 89 auf Rang 40 und übertraf damit den 73. Platz seines Bruders von vier Jahren zuvor. Sein Rückstand auf Olympiasieger Marco Odermatt betrug gut 32 Sekunden. Im Slalom erreichte er den 44. und vorletzten Platz, mehr als 28 Sekunden hinter Sieger Clément Noël.
Die Geschichte der Flaherty-Brüder erregte rund um die Olympiastarts der beiden 2018 und 2022 internationale Aufmerksamkeit.
Seine letzten internationalen Rennen bestritt Flaherty im März 2022 bei den Juniorenweltmeisterschaften im kanadischen Panorama, seither ist er nicht mehr in Erscheinung getreten.

## Erfolge

### Olympische Spiele
- Peking 2022: 40. Riesenslalom, 44. Slalom

### Juniorenweltmeisterschaften
- Bansko 2021: 48. Riesenslalom, DNF Slalom
- Panorama 2022: DNF Riesenslalom, DNF Slalom